# 山谷真
山谷 真（やまや まこと、1965年9月28日 - ）は、日本のプロテスタント教団救世軍の牧師。

## 人物
救世軍の牧師（少佐）。大尉当時、キリスト教再建主義者の富井健師とインターネット上で論争を行ったことがある。インターネット上でクリスチャントゥデイに対して異端・カルトであるとする発言を行い、訴訟の結果敗訴した。

## クリスチャントゥデイに対する誹謗中傷
2006年、キリスト教メディアクリスチャントゥデイを、異端・カルト団体と指摘し、従業員がマインドコントロールを受けているなどという主張を自身のブログ上で行った。2007年1月25日、救世軍本営においてクリスチャントゥデイの高柳、矢田、井出と山谷真らが救世軍太田晴久を仲介に会談を行い、高柳は山谷にブログ上でのクリスチャントゥデイに対する書き込みの削除を要求したが山谷は応じなかった。山谷の主張を名誉毀損としたクリスチャントゥデイは、同年4月東京簡易裁判所に山谷真に対して1000万円の損害賠償を求める調停申立を行った。6月27日、クリスチャントゥデイと山谷真との会談の仲介を行なった救世軍の太田晴久は、クリスチャントゥデイが「張ダビデ牧師を再臨のキリストとして信じる信仰がないこと」を同社の信仰告白によって確認し、クリスチャントゥデイの安原力（当時）と連名で、疑惑解消理解書面にサインをした。同29日、太田は書面で「山谷氏の主張する疑惑が救世軍としてではなく、『山谷個人の疑惑であること』」を確認した。
調停申立は不調に終わり、山谷は公益性を主張するなどしてインターネット上で誹謗中傷を続けていたため、クリスチャントゥデイなどは2008年4月、名誉棄損などで210万円の損害賠償とブログ記事87箇所の削除を求める民事訴訟を東京地方裁判所に起こした。2013年11月13日東京地裁において、「原告会社及び原告高柳が『張在亨は来臨のキリストである』という異端的教義を信奉し原告会社で教え込まれていることの真実性は認められない、マインドコントロールをしていることを認めるに足りる証拠はない、山谷の主張には合理的な根拠があるとはいえない、意見ないし論評としての域を逸脱したものとして違法性が認められる」として山谷の敗訴判決が言い渡され確定した。その際、名誉毀損による95万円の損害賠償の支払いとブログ記事46箇所の削除が命じられた。
2013年、上記の判決後もブログで誹謗中傷記事の掲載を継続していた山谷に対し、クリスチャントゥデイはさらに26箇所の表現について掲載禁止を求めて仮処分の申立てを行ったが、2014年2月に東京地方裁判所はクリスチャントゥデイの主張を認め、山谷に対してこれらの表現を掲載してはならないとの命令を下し、山谷は2006年から2014年に渡って記載しまた掲載していたクリスチャントゥデイなどに対する誹謗中傷記事をすべて削除した。